# Čitluk (Sokobanja)
Pour les articles homonymes, voir Čitluk.
Čitluk (en serbe cyrillique : Читлук) est un village de Serbie situé dans la municipalité de Sokobanja, district de Zaječar. Au recensement de 2011, il comptait 661 habitants.
Čitluk est situé sur les bords de la Sokobanjska Moravica, un affluent droit de la Južna Morava.

## Démographie

### Évolution historique de la population
| 1948  | 1953  | 1961  | 1971  | 1981  | 1991  | 2002 | 2011 |
| ----- | ----- | ----- | ----- | ----- | ----- | ---- | ---- |
| 1 497 | 1 558 | 1 738 | 1 545 | 1 295 | 1 042 | 806  | 661  |

|  |